# Рева (футбольний клуб)
Футбольний клуб Рева або просто «Рева» (англ. Rewa Football Club) — фіджійський напівпрофесіональний футбольний клуб з міста Наусорі, який виступає у Національної Футбольної Ліги. Домашній стадіон клубу — Водафон Рату Чакобау Парк.
«Рева» входить до числа досить успішних фіджійських клубів. Команда завоювала багато трофеїв, проте жодного разу не вигравала національного чемпіонату.

## Історія
Футбольне змагання у провінції Рева було започатковано у 1928 році, хоча, є дані про те, що у футбол на цій території грали ще з 1916 року. У 1928 році дві команди з провінції Сува, ФК «Ділкуша Ексельсьйор» та ФК «Рева», взяли участь у змаганні, яке було організовано індійської Реформістською Лігою, яка базувалася у Суві, під назвою Кубок Врідххі. Інші дві команди представляли Суву. «Ділкуша» вигала цей трофей і повторила це досягнення у 1929 та 1930 роках. Завоювавши трофей тричі поспіль, «Ділкуша» періодично ставала його переможцем, допоки цей турнір не було скасовано. З 1931 по 1936 роки ФК «Рева Юнайтед» брав участь у Кубку Виклику Флетчера, організованого Індійської Реформістською Лігою з Суви. У 1937 році Індійська Футбольна Асоціація Реви була розформована. А в 1938 році Асоціація Реви стала однією з членів-засновниць Індійської Футбольної Асоціації Фіджі, яка в 1961 році перетворилася на Футбольну Асоціацію Фіджі.
У 1938 році «Рева» став переможцем новоствореного міжрегіонального чемпіонату Реви, перемігши у фіналі з рахунком 3:2 «Ба». У червні 1939 року, Рева, як переможець Міжрегіонального чемпіонату, грала проти команди британського військово-морського судна H.M.S. Leath на стадіоні C.S.R. у Наусорі. На очах у тисячі вболівальників «Рева» завдяки єдиному голу перемогла у тому поєдинку.
В даний час Футбольна Асоціація Реви нараховує понад 42 клуби. Футбольний клуб останнім часом демонструє хороші результати, зокрема у 2003 та 2004 роках він став переможцем Битви Гігантів. Незалежно від результатів команди, вона має потужну підтримку з боку місцевих уболівальників, вони підтримують свої улюбленців дуже гучно.
У 2017 році вперше у своїй історії вийшов до Ліги чемпіонів ОФК.

## Досягнення
- Міжокружний чемпіонату:
  -  Чемпіон (9): 1938, 1939, 1943, 1944, 1947, 1955, 1972, 2001, 2010

- Битва гігантів:
  -  Чемпіон (7): 994, 2003, 2004, 2010, 2011, 2014, 2015

- Кубковий турнір Футбольної Асоціації Фіджі:
  -  Володар (1): 2011

- Турнір Чемпіонів проти чемпіонів: 17
  -  Чемпіон (1): 2011

- Фіджійські ігри
  -  Переможець (1): 1994

## Тренерський штаб
| Посада           |                |
| ---------------- | -------------- |
| Головний тренер  | Маріка Роду    |
| Помічник тренера | Гуріджит Сінгх |
| Помічник тренера | Тагі Вонолагі  |
| Менеджер Команди | Вікаш Прасад   |
| Директор команди | Могінеш Прасад |